# Српско-грчки црквени спор (1346—1375)
Српско-грчки црквени спор (1346—1375) представља црквени спор између српске Пећке патријаршије и грчке Цариградске патријаршије, који је избио недуго након уздизања Пећке архиепископије на степен патријаршије у пролеће 1346. године. Тим поводом, дошло је до спора око патријаршијског достојанства и просторног опсега патријаршијских надлежности у јужним областима, које су прикључене српској држави за време владавине Стефана Душана (1331—1355). Ови спорови су убрзо прерасли у отворени сукоб, услед осуде коју је над српском јерархијом изрекао цариградски патријарх Калист I (1350—1353), што је довело до међусобног раскола. Први кораци ка разрешењу спорних питања учињени су током 1363. и 1368. године, а коначно и свеобухватно црквено помирење постигнуто је 1375. године, заслугом српског кнеза Лазара и цариградског патријарха Филотеја.

## Узроци спора (1346)
За време владавине Стефана Душана (1331—1355), српска држава се знатно проширила према југу, путем освајања грчких (византијских) области. У погледу црквене надлежности, освојена подручја су највећим делом припадала Цариградској патријаршији, тако да је упоредо са променом државне власти дошло до покретања разних питања која су се односила на уређење црквене управе у освојеним областима. На државном сабору који је у пролеће 1346. године одржан у Скопљу, српски архиепископ је проглашен за патријарха, а српски владар је крунисан за цара. Тиме је означено стварање Српског царства и Српске патријаршије. То је било учињено баз сагласности византијског цара и цариградског патријарха, чиме је постављена основа за настанак српско-грчких спорова око царског и патријаршијског достојанства.

## Отворени сукоб (1350—1353)
Пошто је Српска патријаршија након 1346. године проширила своју надлежност према југу, обухватајући епархије у освојеним областима (Македонија, Тесалија, Епир), нови цариградски патријарх Калист I (1350—1353) је одлучио да прибегне изрицању званичне осуде. Тај корак је био усклађен са настојањима византијског цара Јована VI Кантакузина да сузбије новоуспостављену српску власт у дотадашњим византијским областима. Патријархова осуда је била изречена у виду изопштења српског владара и српских архијереја, због присвајања царског наслова и патријаршијског достојанства, односно због присвајања црквене надлежности над епархијама Цариградске патријаршије у недавно освојеним областима.
Пошто акт о осуди није сачуван, у историографији још увек није решено питање о врсти и степену изреченог изопштења. Тим поводом, међу истраживачима постоје два опречна тумачења:
- Према једнима, осуда је била изречена у виду изопштења из евхаристијске заједнице (одлучење од саслужења) што подразумева прекид евхаристијског јединства између две помесне цркве.
- Према другима, осуда је била изречена у виду потпуног изопштења из црквене заједнице (одлучење од цркве) што подразумева и анатему, са највишим степеном осуде (проклетство).

Анализом историјске грађе, уочено је да се у изворима нигде не помиње да је на српског цара и српског патријарха била бачена анатема, односно проклетство. Тим поводом је указано на чињеницу да се анатема по правилу изриче за најтеже преступе против вере и цркве, на пример у случају јереси или апостазије. Каснији извори, који се односе на помирење (1368, 1371, 1375) сведоче да српско-грчки црквени спор није био догматске, већ еклисиолошке природе. У акту цариградског патријарха Филотеја из 1371. године, првобитна осуда (коју је изрекао патријарх Калист) изричито се помиње као епитимија и одлучење (грч. ἀφορισμός), а не као анатема, што се у контексту самог акта о измирењу тумачи као потврда да је казна подразумевала одлучење од саслужења (прекид евхаристијског заједништва), а не проклетство.
Упркос томе, теза о наводној „анатеми” и даље опстаје у делу стручне јавности, а присутна је и међу појединим публицистима, који иду и корак даље, тврдећи да се анатема односила не само на српског цара и вишу јерархију, већ и на целокупно свештенство и сав српски народ.

## Први кораци ка измирењу (1363—1371)
Услед све веће турске опасности, византијски цар Јован V Палеолог је 1363. године одлучио да започне преговоре са Србијом, што је подразумевало и проналажење решења за превазилажење црквених спорова. Тим поводом, патријарх Калист I лично допутовао у град Сер, где га је дочекала српска царица Јелена, која је управљала серском облашћу као удовица цара Стефана Душана и мајка тадашњег српског цара Стефана Уроша (1355—1371). Иако је патријарх дочекан веома свечано, преговори нису приведени крају, пошто је Калист изненада умро. Српско-грчки преговори су обновљени 1368. године, када је деспот Јован Угљеша постигао парцијални договор са Цариградском патријаршијом, што је озваничено 1371. године, признавањем надлежности цариградског патријарха над епархијама у серској области.

## Коначно измирење (1375)
Српско-грчки црквени спор је окончан 1375. године, заслугом кнеза Лазара, владара Моравске Србије, који је упутио делегацију у Цариград, ради преговора са цариградским патријархом Филотејем. Преговори су окончани успешно, заслугом светогорског монаха Исаије. Српска страна се одрекла даљих претензија на јужне епархије, а грчка страна је повукла раније изречену осуду, признавши патријаршијски ранг Српске православне цркве. Представници Цариградске патријаршије су потом допутовали у Србију, посетивши и Призрен, где је над гробом цара Стефана Душана у манастиру Светих Арханђела прочитана грамата цариградског патријарха Филотеја којом се укидају раније осуде. Тим чином, окончан је српско-грчки црквени спор.